# Melipotis sphaerita
Melipotis sphaerita là một loài bướm đêm trong họ Erebidae.